# 펑산 중학교 역
펑산중학교역은 가오슝 첩운 귤선의 1역이다.

## 역 구조

### 승강장
| 지면     | 출입구                              | 출입구                                   |
| 지하 1층 | 승강장                              | 출입구                                   |
| 지하 1층 | 승강장                              | 화장실                                   |
| 지하 2층 | 1호 플랫폼                          | ←가오슝 첩운 귤선 하마센방면（다동역）   |
| 지하 2층 | 플랫폼，문의 왼쪽 / 오른쪽 열립니다 |                                          |
| 지하 2층 | 2호 플랫폼                          | 가오슝 첩운 귤선 다랴오방면（다랴오역）→ |

## 역 출입구
역의 북쪽 끝에 위치한 출입구1，역의 남쪽 끝에 위치한 출입구2，역의 동쪽 끝에 위치한 출입구3입니다.
- 출입구1：펑산궈중
- 출입구2：펑산우체국, 런아이마켓
- 출입구3：종증 초등학교